# Pártásdaru
A pártásdaru (Grus virgo) a madarak osztályának darualakúak (Gruiformes) rendjébe, azon belül a darufélék (Gruidae) családjába tartozó faj.

## Rendszerezés
Sok szerző az Anthropoides nembe sorolja Anthropoides virgo néven.

## Előfordulása
Ázsia középső részén, Cipruson és Törökország északi részén honos. Telelni Afrikába és Dél-Ázsiába vonul. Kóborló példányai eljutnak Európába is. 
Magas füvű mocsarakban, félmagas füvű sivatagokban és száraz sztyeppéken él.

### Kárpát-medencei előfordulása
Magyarországon rendkívül ritka kóborló.

## Megjelenése
Testhossza 90–100 centiméter, szárnyfesztávolsága 165–185 centiméter, testtömege 2000–2800 gramm.
|  |  |

## Életmódja
Elsősorban növényi eledellel, fűvel, gabonamagvakkal táplálkozik, de költési időszakban megeszi a rovarokat és sáskákat is.

## Szaporodása
A kakas dürgéssel udvarol a tojónak, sikeres nász után a földre építik kezdetleges fészküket. A fészekalja 2–3 tojásból áll, melyen  27–28 napig kotlik. A fiókák 50–60 nap múlva válnak röpképessé.
|  |

## Védettsége
A faj szerepel a Természetvédelmi Világszövetség Vörös Listáján, de még mint nem fenyegetett. Európában biztos állományú fajként tartják nyilván, Magyarországon védett, természetvédelmi értéke 50 000 Ft.

## Külső hivatkozások
- Ritka madarak hazai előfordulásai
- A faj a Nemzetközi Daruvédelmi alapítvány honlapján
- Képek az interneten a fajról
- Internet Bird Collection - videók a fajról